# 타이완산양
대만산양(Capricornis swinhoei)은 소과 시로속의 포유동물이다. 대만에 분포하며 일본산양과 가깝다. 한반도와 만주에 사는 산양과는 다른 속, 다른 종에 속한다.